# Велика Хоча
Велика Хоча (дијалект. Голема Оча, алб. Hoçë e Madhe) је насељено место у Србији, у општини Ораховац. Административно припада Косову и Метохији, односно Призренском управном округу. Према попису из 2024. било је 508 становника. Већину становника чине Срби.
Атар насеља се налази на територији катастарске општине Велика Хоча површине 1.352 ha. Од Призрена и Ђаковице је удаљена око 25 km, а од самог општинског средишта 4 km.
Крај је традиционално богат виногорјем, захваљујући великом броју сунчаних дана и надморској висини од 400 метара, као и благој клими, заштићен са источне и северне стране планинама, тиме и од хладних ветрова. Због тога је хочанско виногорје једно од најблагороднијих у Србији, а и чувено је ван њених граница.

## Историја
У историјским изворима Велика Хоча позната је од 12. века када је Стефан Немања ово место приложио манастиру Хиландар, па је то једно од најстаријих српских насеља у Метохији. Немањини потомци су потврђивали дар Хиландару (1198/1199. године) и увећали хочански метох, тако да је у средњем веку Велика Хоча била јак привредни и духовни центар са 24 цркве и два, три манастира и имала је и свој трг. Из тог времена сачувано је осам активних манастира и пет црквишта.
Једна од најстаријих је црква Св. Николе, саграђена у 13. веку, а обновљена у 16. веку. По народном предању некада је била готово сва закопана у земљи; видео се тек део крова и улазна врата. Народ ју је откопао једном приликом. црква Св. Јована (Св. Јована Главосека) налази се на једном брежуљку. Сматра се да је то некада био манастир, од којег су се крајем 19. века још видели трагови темеља од белог камена од великих конака. Црква Св. Стефана (Св. архиђакона Стефана) је била крајем 19. века лепо украшена богомоља. У пространој травнатој порти налазила се 1900. године и српска школа, подигнута на два спрата. Цркви припадају и непокретна добра о којима је водио рачуна бирани црквени тутор. Биле су 1900. године у црквеној својини: њиве, виногради, црквена виница и зграда са бурадима и кацама за сипање грожђа. Светостефанска црква као и храм Св. Јована, потичу из 14. века и обе су обновљене у 16. веку. Црквица Младе Св. Недеље је била дуго рушевина, док је крајем 19. века мештани нису оправили. Изграђена је као собица у коју једном месечно о младој Св. Недељи долазе углавном жене са свештеником када свете водицу и деле хлеб сиротињи, а бригу о богомољи водила старија мештанка.
У селу се налазе и три цркве из новијег времена, а очувани су остаци још пет цркава. Црквине су 1900. године биле посвећене: Св. арханђелу Михаилу, Св. апостолу и јеванђелисти Луки, Св. Илији, Св. апостолу Петру и Св. Ани. Није се за њих знало, све док се наводно није појавио неки духовник (у мантији, опасан кожним појасом), које је провело недељу дана у месту. Обишао је сваку црквину, рекао како се која зове и помолио се, а затим је отишао из Хоче.
Године 1864. купци једне српске књиге "Плач Старе Србије", били су поред учитеља и поп Лазар парох и Сима Недељковић "коџобаша Хочки".
У месту "Голема Хоча" је радила српска народна школа од 1859. године непрекидно. Српску књигу "Плач Старе Србије", набавио је 1864. године у Призрену, учитељ Павле Алексић.
Дечанска виница манастира Дечани своје виногорје у Великој Хочи има још из времена цара Душана и у њој се данас производи дечанско вино.
Велика Хоча је била регионални културни, виноградарски, а уз то трговачки и занатски центар. У хочанске знаменитости спадају и кула Лазара Кујунџића и Спасића кућа (1830), редак примерак очуване архитектуре из 19. века.
Почетком 20. века ту су лепе куће од камена и креча, готово свака са два спрата.

### Тешка времена — гето
Велика Хоча и околина, су након 1999. били у својеврсном гету. Иначе места Велика Хоча и Ораховац су такође, нажалост познати и по томе што су отмице и убиства Срба почеле још пре НАТО — агресије.
У Великој Хочи је 11. септембра 2009. године откривен и освећен, споменик убијеним и киднапованим Србима на Космету у периоду од 1998—2000. године. Чест гост Велике Хоче и Косова и Метохије, је и истакнути аустријски књижевник и нобеловац, Петер Хандке (објавио је и књигу о Србима из Велике Хоче „Птице кукавице из Велике Хоче"), велики пријатељ Срба и сведок истине о страдању Срба, и уједно велики хуманитарни дародавац (поклонио 50.000 евра), и подршка Србима у Великој Хочи и Косову и Метохији. Постоји филм „Чекајући Хандкеа” из 2021. године.

## Демографија
Према попису из 1981. године место је било већински насељено Србима. Након рата 1999. године већина Срба је напустила Велику Хочу.
| Етнички састав према попису из 1981.‍ | Етнички састав према попису из 1981.‍ | Етнички састав према попису из 1981.‍ | Етнички састав према попису из 1981.‍ | Етнички састав према попису из 1981.‍ |
| ------------------------------------ | ------------------------------------ | ------------------------------------ | ------------------------------------ | ------------------------------------ |
|                                      |                                      |                                      |                                      |                                      |
| Срби                                 | Срби                                 |                                      | 1.241                                | 95,8%                                |
| Албанци                              | Албанци                              |                                      | 38                                   | 2,9%                                 |
| Црногорци                            | Црногорци                            |                                      | 6                                    | 0,5%                                 |
| Укупно: 1.295                        |                                      |                                      |                                      |                                      |

| Етнички састав према попису из 2011.‍ | Етнички састав према попису из 2011.‍ | Етнички састав према попису из 2011.‍ | Етнички састав према попису из 2011.‍ | Етнички састав према попису из 2011.‍ |
| ------------------------------------ | ------------------------------------ | ------------------------------------ | ------------------------------------ | ------------------------------------ |
|                                      |                                      |                                      |                                      |                                      |
| Албанци                              | Албанци                              |                                      | 75                                   | 60,5%                                |
| Срби                                 | Срби                                 |                                      | 49                                   | 39,5%                                |
| Укупно: 124                          |                                      |                                      |                                      |                                      |

Број становника на пописима:
|             | \| Демографија[8] \| Демографија[8] \| Демографија[8] \| \| Година \| Становника \| Становника \| \| -------------- \| -------------- \| -------------- \| \| 1948. \| 1.049 \| \| \| 1953. \| 1.124 \| \| \| 1961. \| 1.184 \| \| \| 1971. \| 1.245 \| \| \| 1981. \| 1.295 \| \| \| 1991. \| 1.288 \| \| |            |
| Демографија | |            |
| Година      | Становника | Становника |
| 1948.       | 1.049 |            |
| 1953.       | 1.124 |            |
| 1961.       | 1.184 |            |
| 1971.       | 1.245 |            |
| 1981.       | 1.295 |            |
| 1991.       | 1.288 |            |

## Виногорје
Хочанско виногорје, због благе климе, као и због јужне експозиције терена око Велике Хоче и повољног земљишта, је веома погодан крај за узгајање винове лозе и прављење одличног вина, због чега су и виногради на великим површинама. Приходи од виноградарства и трговине вином били су прилично велики, па је цар Душан увео и плаћање царине (14. век). Готово сви власници у селу имали су своје подруме (винице) за прераду грожђа, а долазак великог броја оних који су обрађивали винограде и производили вино, условио је подизање бројних конака, резиденција, летњиковаца и других објеката (монаси других манастира, Дечани, Девич, богатији појединци и др).
Данас је активна Дечанска виница, где монаси манастира Дечани праве одлично метохијско вино, а има и приватних виногорја.

## Културна баштина
Велика Хоча и околина имају услове да постану културно-историјска целина од изузетног значаја за српску и светску културну баштину. У њој се налази велики број цркава из средњег века, као на пример: црква Св. Јована, црква Св. Николе, црква Св. Луке, црква Св. Стефана, црква Св. Недеље, црква Св. Ане, црква Св. Петке, црква Св. Илије, црква Св. Пречисте као и метох манастира Дечани, виница цркве Св. Стефана, кула Лазара Кујунџића, кућа породице Хаџи Спасић, кућа са виницом породице Патрногић, конак манастира Марка Коришког, Сарај, куће Столића, Симића, Мицића и Сташића.
У Великој Хочи се традиционално сваке године, на трећи дан Васкрса, изводи обред Бела вила као саставни део сложеног комплекса колективних обичајно-обредних радњи које се изводе у склопу празновања Ускрса. Овај стари ускршњи обичај у целини се одржао само у Великој Хочи. Део је традиције са којом се становништво овог места поистовећује, сматра га искључиво својим и са њим повезује своје постојање и континуитет на том подручју. У том смислу Бела вила је за српско становништво на овом подручју основ очувања традиције. Као такав овај обичај уврштен је у Национални регистар нематеријалног културног наслеђа Србије.

## Галерија
- Манастир Светог Јована
- Црква Светог Стефана
- Црква Светог Луке
- Црква Свете Недеље
- Српска деца у Великој Хочи